# 浅平村
浅平村（あさひらむら）は、かつて岐阜県羽島郡に存在した村である。
現在の羽島市福寿町浅平、福寿町千代田に該当する。
発足時点は羽栗郡の村であったが、郡の合併で羽島郡の村となっている。

## 歴史
- 1889年（明治22年）7月1日 - 町村制により、浅平村発足。
- 1897年（明治30年）4月1日[2] - 羽栗郡と中島郡が合併して羽島郡となる。当村は羽島郡の村となる。
- 1897年（明治30年）4月1日 - 本郷村、平方村、間島村と合併し、福寿村が発足。同日浅平村は廃止される。